# Адольф Странський
Адольф Странський (чеськ. Adolf Stránský; 8 квітня 1855 — 18 грудня 1931, Брно, Чехословаччина) — чеський публіцист і політичний діяч.

## Життєпис
Народився 8 квітня 1855 в Хабрі в єврейській родині. Закінчив Карлів університет у Празі.
З 1886 займався адвокатурою у Брюнні; заснував там газети Morawske listy, а пізніше Lidove listy, ведучи в ряді щоденних органів енергійну боротьбу на захист ідеї самостійності Чехії.
У 1895 обраний до рейхсрату, де став у парламенті одним з лідерів молодшої партії і керував крайнім лівим її крилом, будучи прихильником так званого історичного державного права Чехії.
Був членом моравського ландтага.
З 14 листопада 1918 по 8 липня 1919 обіймав посаду міністра торгівлі у першому чехословацькому уряді (Карела Крамаржа) після проголошення держави.
Помер 18 грудня 1931 у місті Брно.